# Южна Дания
Южна Дания (на датски: Syddanmark) е една от 5-те административни области на Дания. Населението ѝ е 1 223 348 души (по приблизителна оценка за януари 2019 г.), а площта 12 191 km². Намира се в часова зона UTC+1. Създадена е на 1 януари 2007 г. Столица на областта е гр. Вайле в Ютланд, а най-големият град е  Оденсе на остров Фюн. Областта граничи с Германия, като границата дели древния Шлезвиг в Южен Шлезвиг с преимуществено немскоговорещо население, попадащ в Шлезвиг-Холщайн, федерална провинция на Германия, и Северен Шлезвиг с преимуществено датскоговорещо население, влизащ в област Южна Дания.  
Немското малцинство (нем. Deutschgesinnte, дат. tysksindede, = немци по убеждение) на Южна Дания наброява ок. 15 000 жители. 